# 明基夫卡
49°45′12″N 35°37′32″E / 49.75333°N 35.62556°E
明基夫卡（烏克蘭語：Минківка）是位於烏克蘭東部的村莊，由哈爾科夫州博霍杜希夫區的瓦爾基市鎮負責管轄。該村面積15.6平方公里，海拔高度195米，2001年人口443，人口密度每平方公里28.4人。